# Monique de Bruin
Monique de Bruin (Portland, 12 maggio 1977) è un'ex schermitrice statunitense.

## Palmarès
In carriera ha conseguito i seguenti risultati:
- Giochi Panamericani:

Mar del Plata 1995: argento nel fioretto a squadre.